# Église Notre-Dame de l'Assomption à Bossut
L'église Notre-Dame de l'Assomption est une église paroissiale de style classique datant de la fin du XVIIIe siècle, située à Bossut dans la province du Brabant-wallon en Belgique.

## Histoire
La paroisse de Notre-Dame de l'assomption dépendait à l'origine du diocèse de Liège (concile de Jodoigne) avant la grande réorganisation du pape Paul IV du 12 mai 1559 qui créa un ensemble de nouveaux diocèses dans les Pays-Bas espagnols. Cette dernière transféra la paroisse dans l'Archevêché de Malines (doyenné de Louvain). Après le concordat de 1801, elle fut rattachée au doyenné de Wavre et divisée, créant les paroisses de Gottechain et de Pécrot.
L'édifice actuel fut bâti de 1786 à 1790 par l'architecte Philippe-Gérard Robiets. Sa tour carrée et la façade furent remaniées au XIXe siècle.

## Description
L'église est majoritairement construite en briques et en calcaire gréseux pour les éléments d'encadrement, harpages et soubassements. Sa tour carrée arbore des horloges sur ses quatre côtés et abrite un portail néo-classique. L'espace interne se structure en 3 vaisseaux séparés par deux rangées de colonnes toscanes.
Autour de l'édifice s'étend le cimetière comprenant de nombreuses pierres tombales datant de la 1ère moitié du XIXe siècle, dont l'une appelle au souvenir des dernières abbesses de Florival.

## Mobilier

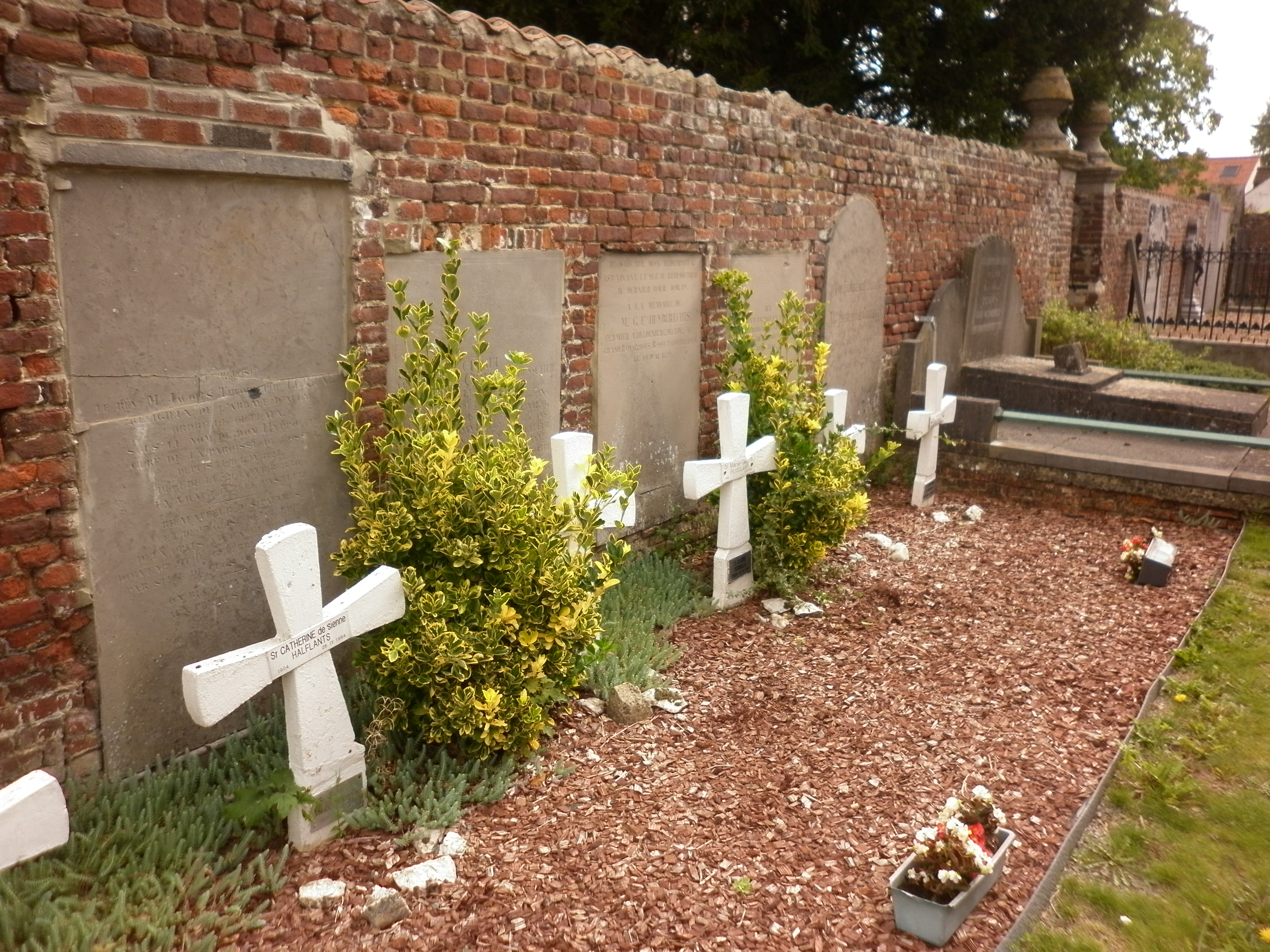
Série de pierre tombales logées dans le mur séparant le cimetière de la cure.

L'église renferme le mobilier suivant:
- Lambris, chaire de vérité, bancs de communion et confessionnaux, le tout en chêne de style Louis XVI datant de la fin du XVIIIe siècle.
- Jubé en chêne.
- Autels (2ème moitié du XVIIIe siècle).
- Retables (2ème moitié du XVIIe siècle).
- Sculptures des XVIe et XVIIe siècles ainsi que quatre autres sculptures en bois peint (vers 1700) logées dans des niches, représentant un berger, un mage, saint Joseph ainsi qu'une vierge à l'enfant.
- Des fonts baptismaux en pierre bleue datant du XVIIe siècle.
- Deux peintures dont une représentant l'Adoration des mages. Cette dernière provient de l'abbaye de Florival[1].
- Orgues signés "Coppin" de 1760, inscrits dans la liste du patrimoine exceptionnel de Wallonie depuis 2022.